# Drotthornet
Drotthornet är en marsch som komponerades 1933 av Emil Dahlström. Titeln syftar på ett gammalt dryckeshorn som tidigare tillhört Karl XV och skänktes till Oscar II som medförde detta på chefsfartyget Drott då han traditionsenligt gjorde sina sommarresor till Marstrand 1887–1907. Dahlström och en mindre grupp av musiker ur Flottans musikkår i Stockholm var kommenderad till fartyget under dessa resor.